# Rotringtoko

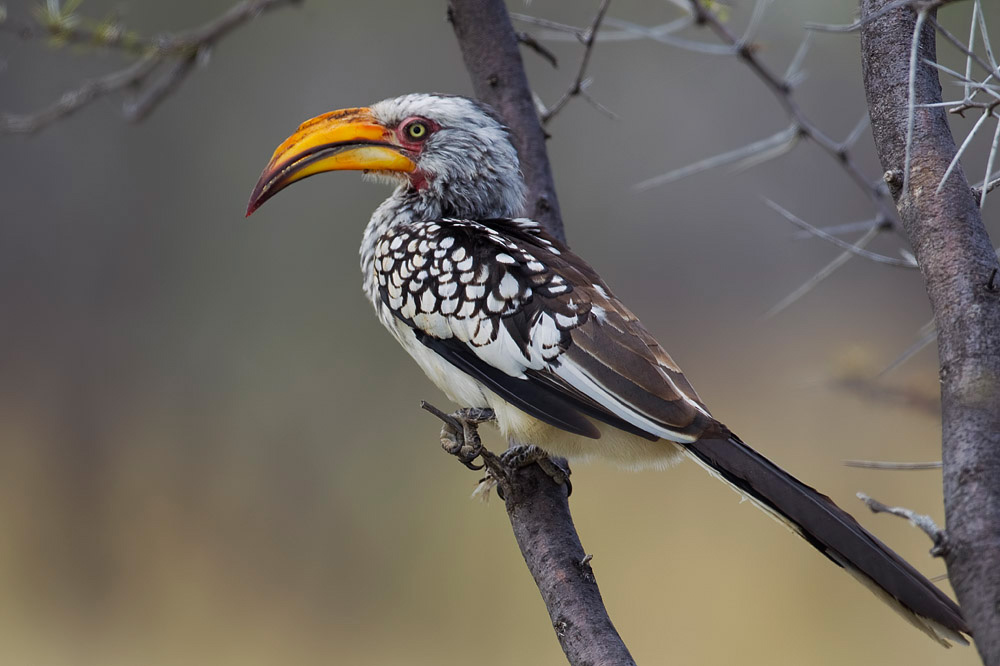
Rotringtoko im Etosha-Nationalpark

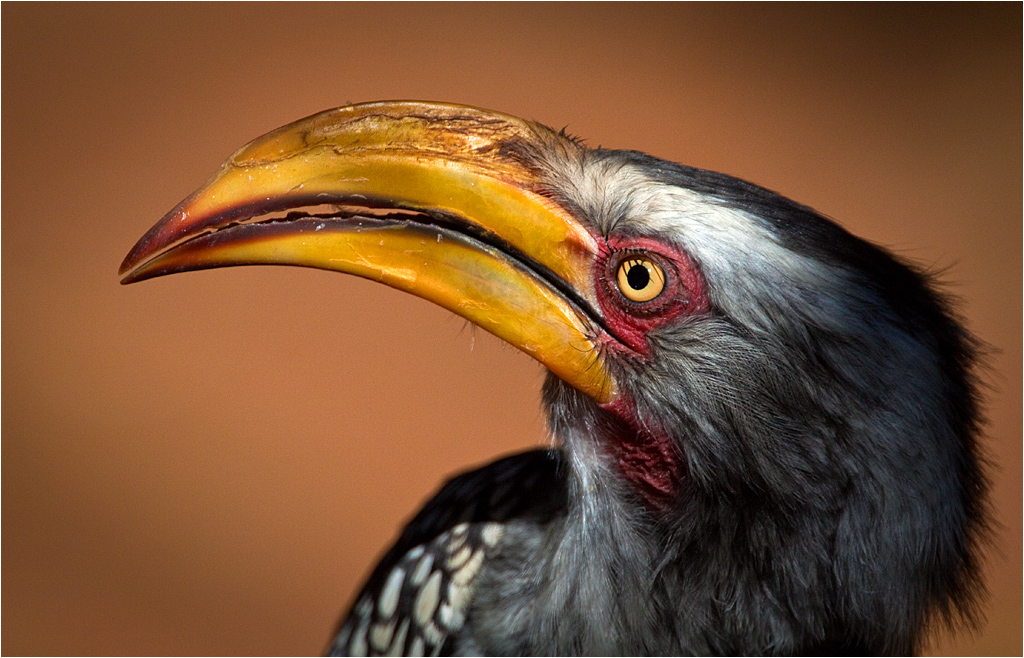
Nahaufnahme eines Rotringtokos

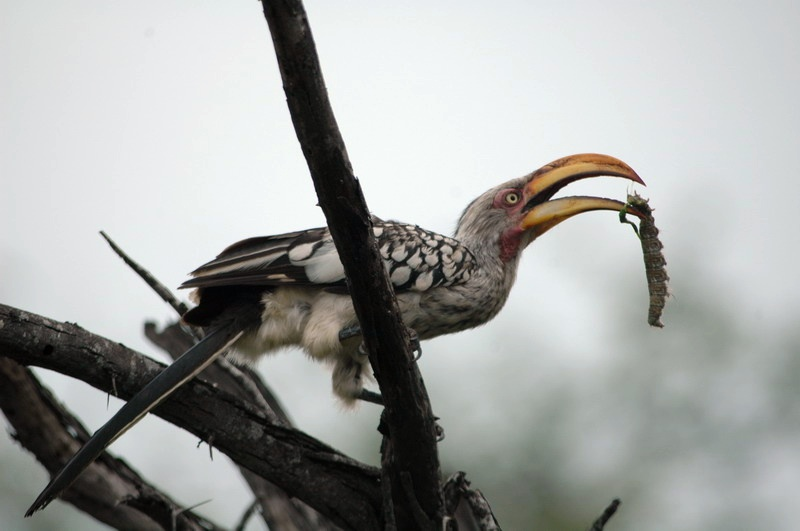
Rotringtoko mit erbeuteter Raupe

Der Rotringtoko (Tockus leucomelas) oder auch Südlicher Gelbschnabeltoko ist eine afrikanische Vogelart, die zu den Nashornvögeln (Bucerotidae) gehört. Er wurde ursprünglich für eine Unterart des Gelbschnabeltokos (T. flavirostris) gehalten, der heute als Östlicher Gelbschnabeltoko bezeichnet wird. Wegen seines Aussehens wird er in Namibia scherzhaft als „Flying Banana“ bezeichnet.
Der aktuelle deutsche Name lautet Rotringtoko.
Die Bestandssituation des Rotringtokos wurde 2016 in der Roten Liste gefährdeter Arten der IUCN als „Least Concern (LC)“ = „nicht gefährdet“ eingestuft.
Wie jedoch 2022 von Pattinson et al. festgestellt, treibt die rasche globale Erwärmung die Art in Teilen ihres Verbreitungsgebiets innerhalb eines einzigen Jahrzehnts zum lokalen Aussterben.

## Merkmale
Der Rotringtoko ist ein mittelgroßer Toko und erreicht eine Körperlänge von bis zu 40 Zentimeter. Der Schnabel wird bei den Männchen 8,1 bis 9,9 Zentimeter lang. Weibchen haben einen deutlich kürzeren Schnabel mit einer Länge zwischen 6,7 und 8,4 Zentimeter. Weibchen sind auch deutlich leichter und wiegen im Schnitt 168 Gramm, während Männchen durchschnittlich 211 Gramm wiegen. Einen Sexualdimorphismus gibt es nicht, die Männchen und Weibchen sehen gleich aus.

### Männchen
Die Männchen haben einen dunkelgrauen Scheitel und Nacken. Ein breiter weißer Streifen verläuft von der Stirn über das Auge bis zum Nacken. Die Ohrdecken sind grau gestrichelt. Der Rücken ist schwarz mit einem breiten weißen Streifen in der Rückenmitte. Von den fünf Paar Steuerfedern sind die mittleren zwei Paare vollständig schwarz, die darauf folgende Steuerfedern sind zu einem Drittel weiß, die beiden äußeren Paare sind weiß mit einer schwarzen Basis und einem schmalen schwarzen Querband in der Mitte der Federn.
Die Kehle und die Vorderbrust sind weiß mit grauen Federsäumen, so dass diese Körperpartien gestrichelt wirken. Der Unterbauch ist weiß. Die äußeren Armschwingen sind schwarz mit weißen Flecken in der Mitte der Außenfahne, die übrigen Schwingen sind schwarz bis auf drei der Armschwingen, die weiß sind. Die Flügeldecken sind schwarz mit großen weißen Punkten. Der Schnabel ist gelb und dunkelt zur Schnabelschneide hin und an der Schnabelspitze zu einem dunkelbraun nach. Ein flacher First verläuft entlang des Oberschnabels, der in einem etwas dunkleren Gelb als der übrige Schnabel ist. Der unbefiederte Orbitalring und die nackte Kehlhaut sind kräftig fleischfarben. Die Augen sind gelb, die Beine und Füße sind schwarz.

### Weibchen und Jungvögel
Die Weibchen gleichen dem Männchen in ihrem Körpergefieder. Sie sind jedoch etwas kleiner, das schmale Horn endet bereits auf der Mitte des Oberschnabels.
Jungvögel ähneln den adulten Vögeln, der Schnabel ist jedoch kleiner und blassgelb mit grauen Flecken. Die Augen sind noch grau.

### Stimme
Der Ruf ist ein lautes abgehacktes Wuk-Wuk-Wuk, das etwas tiefer als das des Rotschnabeltokos (Tockus erythrorhynchus) ist.

## Verwechselungsmöglichkeiten
Von dem nah verwandten Östlichen Gelbschnabeltoko unterscheidet sich der Rotringtoko durch die Gesichtshaut. Diese ist beim östlichen Gelbschnabeltokos (T. Flavirostris) schwarz, während sie beim Rotringtoko fleischfarben ist.
Ähnlichkeit weist der Rotringtoko auch mit dem Rotschnabeltoko und dem Monteiro-Toko auf. Der Rotringtoko ist größer als der Rotschnabeltoko und unterscheidet sich von diesem durch die Schnabelfarbe. Der Monteiro-Toko ist größer, hat mehr Weißanteile am Schwanz, der Kopf und der Nacken sind dunkler. Auch der Monteiro-Toko hat einen auffällig roten Schnabel.

## Verbreitung

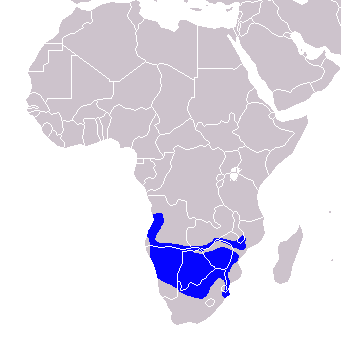
Verbreitung des Rotringtokos

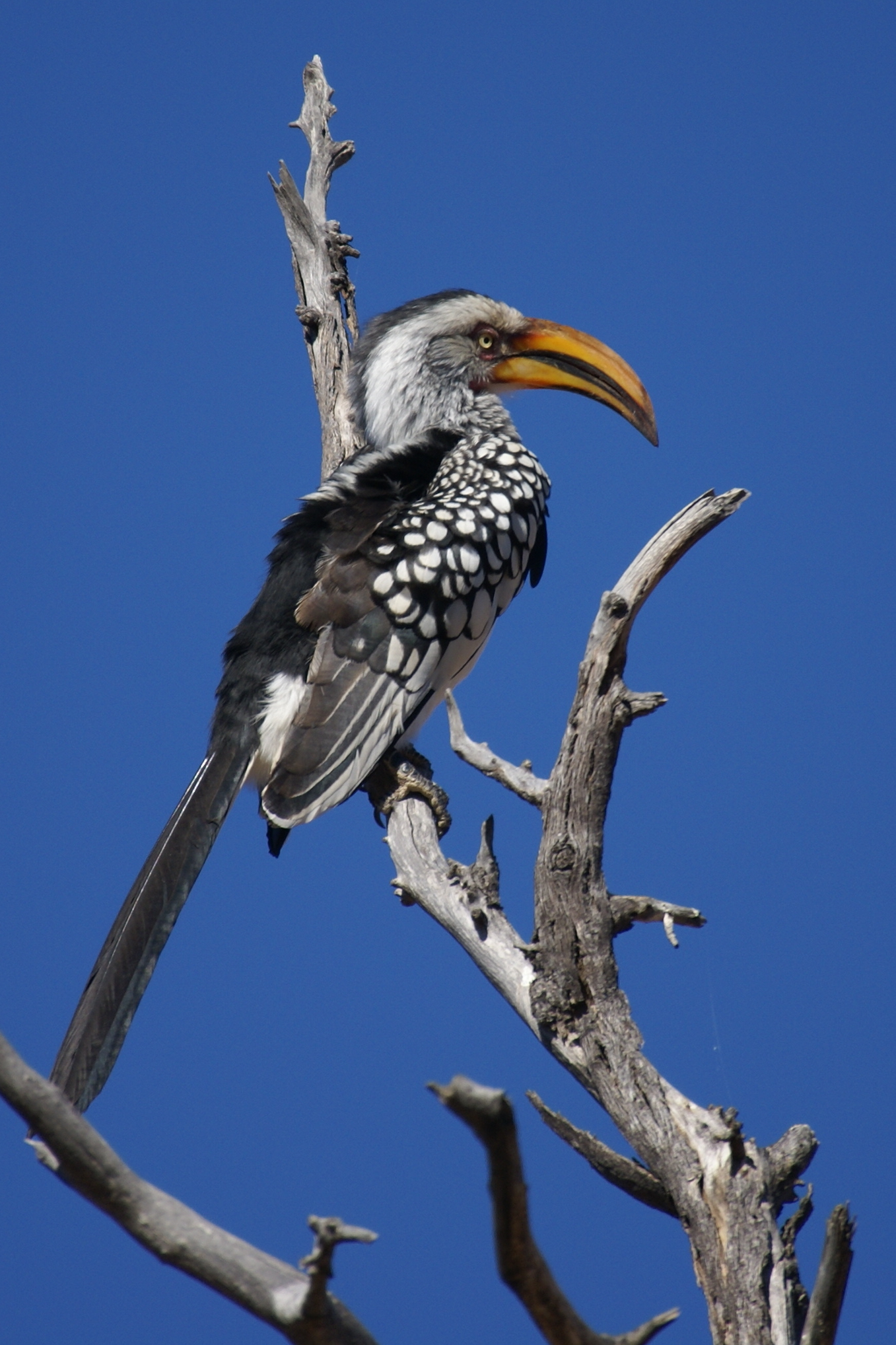
Südlicher Gelbschnabeltoko (Tockus leucomelas) in Namibia

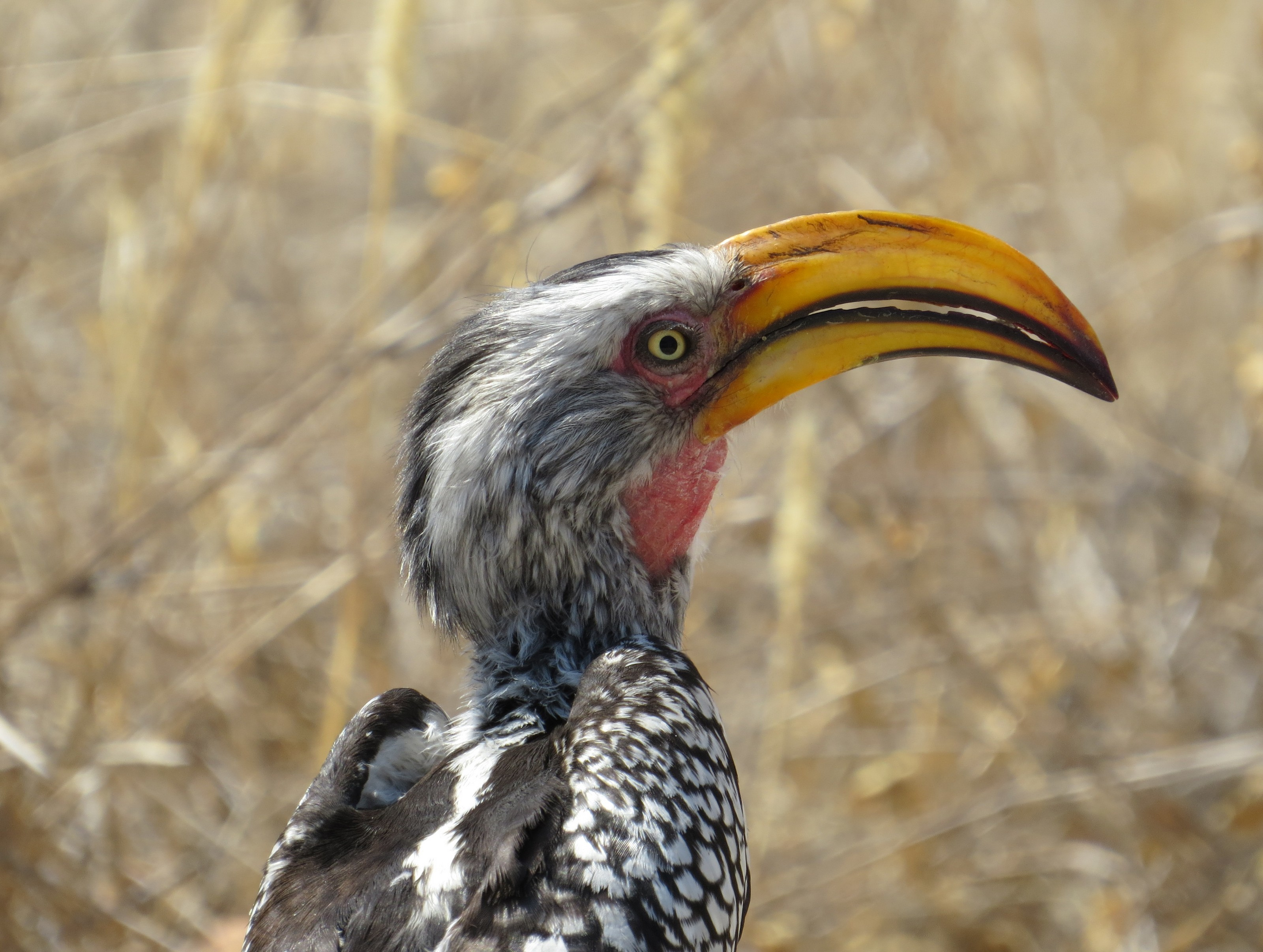
Rotringtoko im Etosha-Nationalpark, Namibia.

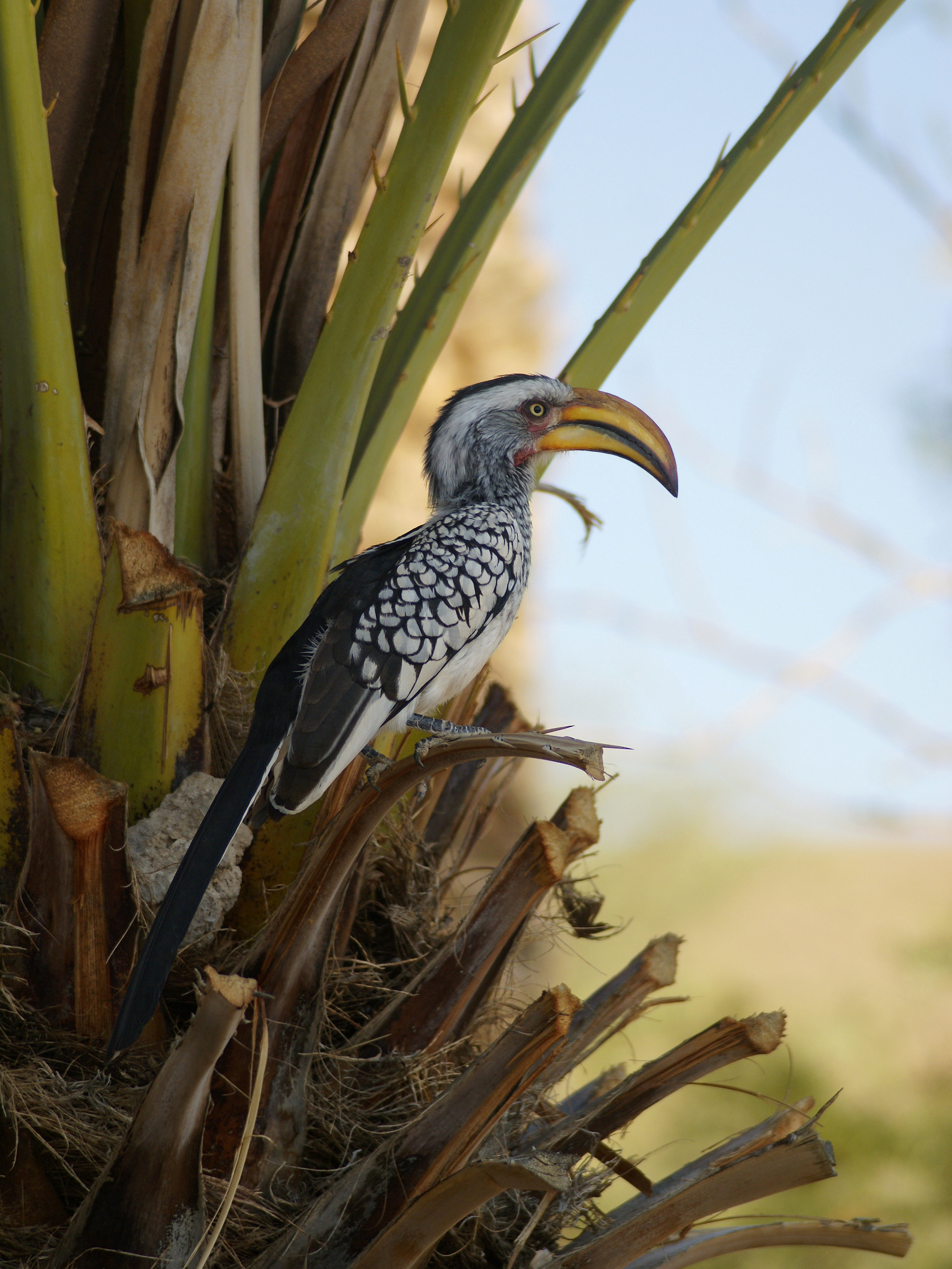
Rotringtoko

Der Rotringtoko kommt im südlichen Afrika vor, nach Norden bis Süd-Angola, Süd-Sambia und Zentral-Mosambik. Im Süden reicht die Art bis Zentral-Namibia und ins nördliche und östliche Südafrika. Er besiedelt hier das Nordkap, den westlichen Orange Free State, das Zululand und Transvaal.
Er bewohnt Waldgebiete, verschiedene Arten von Savannen und trockenes Buschland. In semiariden Savannen ist er gewöhnlich in der Nähe von Wasserläufen zu finden. Er ist in Teilen seines Verbreitungsgebietes ein häufiger Vogel. Besonders zahlreich kommt er in offenen Dornsavannen vor. In einzelnen Regionen seines Verbreitungsgebietes zieht er gelegentlich: So gibt es im Transvaal saisonale Höhenwanderungen, bei denen er von den Hartlaubwäldern der Tiefebenen in Höhenlagen mit immergrünen Wäldern wandert.

## Nahrung
Die Nahrung besteht aus Insekten, Skorpionen, Nagetieren, Früchten und Samen. Mit schnellen Läufen und flach ausgeführten Sprüngen stellen sie kleinen Reptilien und Heuschrecken nach oder erbeuten im Flug schwärmende Termiten.
Den Großteil der Nahrung findet der Rotringtoko am Boden. Er gräbt dort aber nicht so viel in lockerer Erde oder Blattansammlungen, wie es beispielsweise der Rotschnabeltoko tut. Er setzt jedoch seinen Schnabel als Hebel ein, um Gegenstände umzudrehen. Während der Nahrungssuche präferiert er solche Stellen, die keinen zu dichten hohen Bewuchs aufweisen. Am häufigsten sucht er an Stellen, die mit niedrigem Gras oder Kräutern bewachsen sind, weil hier die Chance größer ist, Wirbellose zu finden. Zu den Früchten, die er frisst, gehören unter anderem die Früchte der Ölpalme.

## Lebensweise
Der Rotringtoko kommt einzeln und in Paaren vor. Er ist ein monogamer Vogel, der ein Revier gegen Artgenossen verteidigt. Zumindest die Nähe des Rotschnabeltokos und des Grautokos duldet er jedoch – diese haben ihre Bruthöhlen gelegentlich in der Nähe des Rotringtokos, ohne dass es zu einer interspezifischen Aggression kommt.
Er hält sich überwiegend am Boden, aber auch auf Bäumen auf. Er ist wenig scheu. Der Rotringtoko ist schon von weitem an seiner eigentümlichen Flugweise erkennbar: drei Flügelschläge gefolgt von einem Gleitflug.

## Fortpflanzung

### Brutperiode
Die Fortpflanzungszeit variiert mit dem jeweiligen Verbreitungsgebiet. Im Angola schreiten Rotringtokos im Oktober zur Brut, in Namibia brüten sie von Oktober bis März, im südafrikanischen Transvaal von Oktober bis Dezember. Dort hat man auch schon brütende Gelbschnabeltokos im Zeitraum Januar bis März beobachtet, dabei handelt es sich aber vermutlich um Zweitgelege.
Zu Beginn der Brutperiode untersucht das Paar immer häufiger Bäume auf Nisthöhlen. Sie nutzen anders als viele andere Toko-Arten Lehm, um zunächst von außen Risse zu versiegeln. Dabei trägt das Männchen Lehm im Schnabel herbei, das vom Weibchen dann verbaut wird. Sie nutzt außerdem ihren eigenen Kot, um die Spalten zuzumauern. Bereits in dieser Phase schlüpft sie gelegentlich auch schon in die Bruthöhle. Das Männchen beginnt in dieser Zeit auch mit der Balzfütterung und versorgt das Weibchen in einem zunehmenden Maße mit Futter, das er herbeiträgt.
Der Brutzyklus dauert 70 bis 76 Tage. Dabei entfallen 24 Tage auf die Bebrütung der Eier und 42 bis 47 Tage auf die Nestlingszeit der Jungvögel. Das Weibchen sitzt bereits vier bis fünf Tage vor der Ablage des ersten Eis in der bis auf einen schmalen Spalt vermauerten Bruthöhle. Sie durchläuft während der Zeit in der Bruthöhle die Mauser.

### Nisthöhle
Geeignete Baumhöhlen finden Rotringtokos unter anderem im Marula-Baum und anderen Bäumen der Gattung Sclerocarya, dem Leberwurstbaum, Akazien, Bäumen aus der Gattung der Langfäden, der Gattungen Peltophorum, Lannea, Albizia, Ebenholzbäume, Myrobalanen und Mopane. Die Nisthöhle hat einen Durchmesser von etwa 20 Zentimeter, der Boden der Höhle liegt etwa 11 Zentimeter unterhalb der Spaltöffnung. Ausgelegt wird die Nisthöhle mit Blättern, Gras und Rindenstückchen, die das Männchen heranträgt.

### Eiablage und Heranwachsen der Nestlinge
Die Gelege umfassen zwei bis sechs Eier, im Transvaal hat man bei untersuchten Nestern durchschnittlich 3,7 Eier je Gelege gefunden. Wie für Höhlenbrüter nicht untypisch, sind die Eier weißschalig. Der Legeabstand zwischen den einzelnen Eiern des Geleges beträgt ein bis vier Tage. Der Legeabstand nimmt gewöhnlich mit der Größe des Geleges zu. Die Bebrütung beginnt ab der Ablage des ersten Eis. Die Nestlinge schlüpfen entsprechend dem Legeabstand asynchron.
Das Männchen trägt Futter zu der Bruthöhle. Während der ersten Tage der Nestlinge reicht das Weibchen das Futter an die Nestlinge weiter. An ihrem 10. bis 15. Lebenstag sind diese jedoch bereits so groß, dass sie den Höhlenspalt erreichen können und dem Männchen das Futter abnehmen. Das Weibchen verlässt die Bruthöhle, wenn der älteste Nestling etwa 20 Tage alt ist. Die in der Bruthöhle verbleibenden Nestlinge versiegeln die Höhle selbständig wieder bis auf den schmalen Spalt. Das Weibchen, das zu diesem Zeitpunkt die Mauser vollständig durchlaufen hat, beginnt dann, gemeinsam mit dem Männchen die Nestlinge zu füttern.
Die Jungvögel sind sofort nach dem Verlassen der Bruthöhle flugfähig und in der Lage, in der Nähe der Nisthöhle aufzubauen. Sie werden von den Elternvögeln noch mehrere Tage gefüttert. Auf Grund des asynchronen Schlupfs verlassen nicht alle Nestlinge gleichzeitig die Höhle. Die zurückbleibenden versiegeln erneut die Bruthöhle bis auf einen schmalen Spalt. Jüngere Nestgeschwister verlassen gelegentlich erst 10 Tage nach dem Flügge werden des ältesten Nestlings die Höhle. Flügge gewordene Jungvögel bleiben bei den Eltern und verteidigen auch gemeinsam mit ihnen das Revier.

## Mortalitätsursachen
Adulte Rotringtokos werden unter anderem vom Sekretär, vom Lannerfalken, Savannenadler, Kampfadler und Gaukler, der Höhlenweih, dem Silberadler und Akazienadler, dem Graubürzel-Singhabicht, dem Mohrenhabicht, Fleckenuhu und Blassuhu erbeutet.

## Haltung
Rotringtokos werden gelegentlich in Zoologischen Gärten gezeigt. Sie haben dort bereits ein Alter von mehr als 22 Jahren erreicht.